# برامج إدارة المراجع

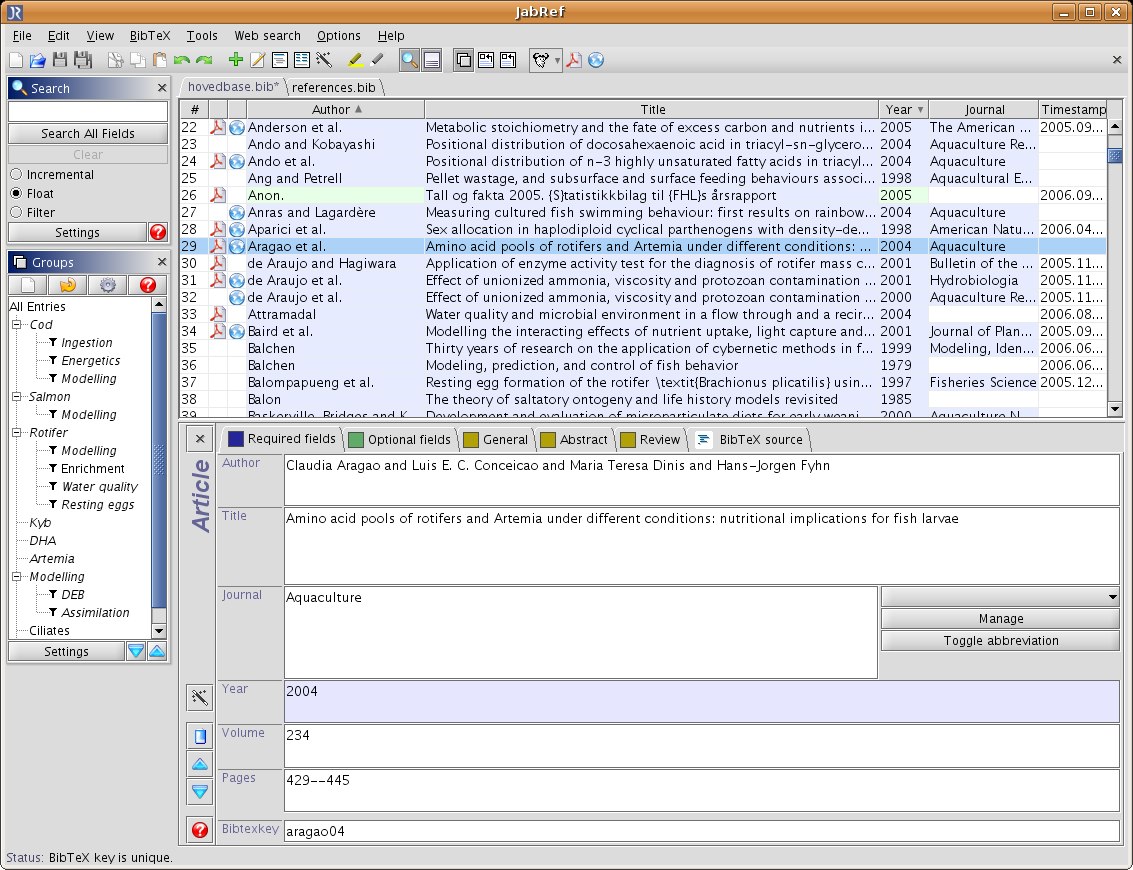

برامج إدارة المراجع أو برامج إدارة الاقتباس أو برامج إدارة البيبليوغرافيا الشخصية وهي موجهة للباحثين والكتاب لاستخدامه في التسجيل والاستفادة من الاستشهادات الببليوغرافية (المراجع) أثناء عملية البحث، وتحتوي على قاعدة بينات للمراجع البيبليوغرافية ويمكن الإضافة والتعديل عليها. برامج إدارة المراجع لا نقوم بنفس عمل قواعد البيانات الببليوغرافية، والتي تحاول سرد كافة المقالات المنشورة . وتسمح هذه البرامج بالبحث عن المصادر والبيبليوغرافيا في فهارس المكتبات المختلفة وذلك عبر بروتوكول تبادل البيانات Z39.50.